# エリー・アーメリング

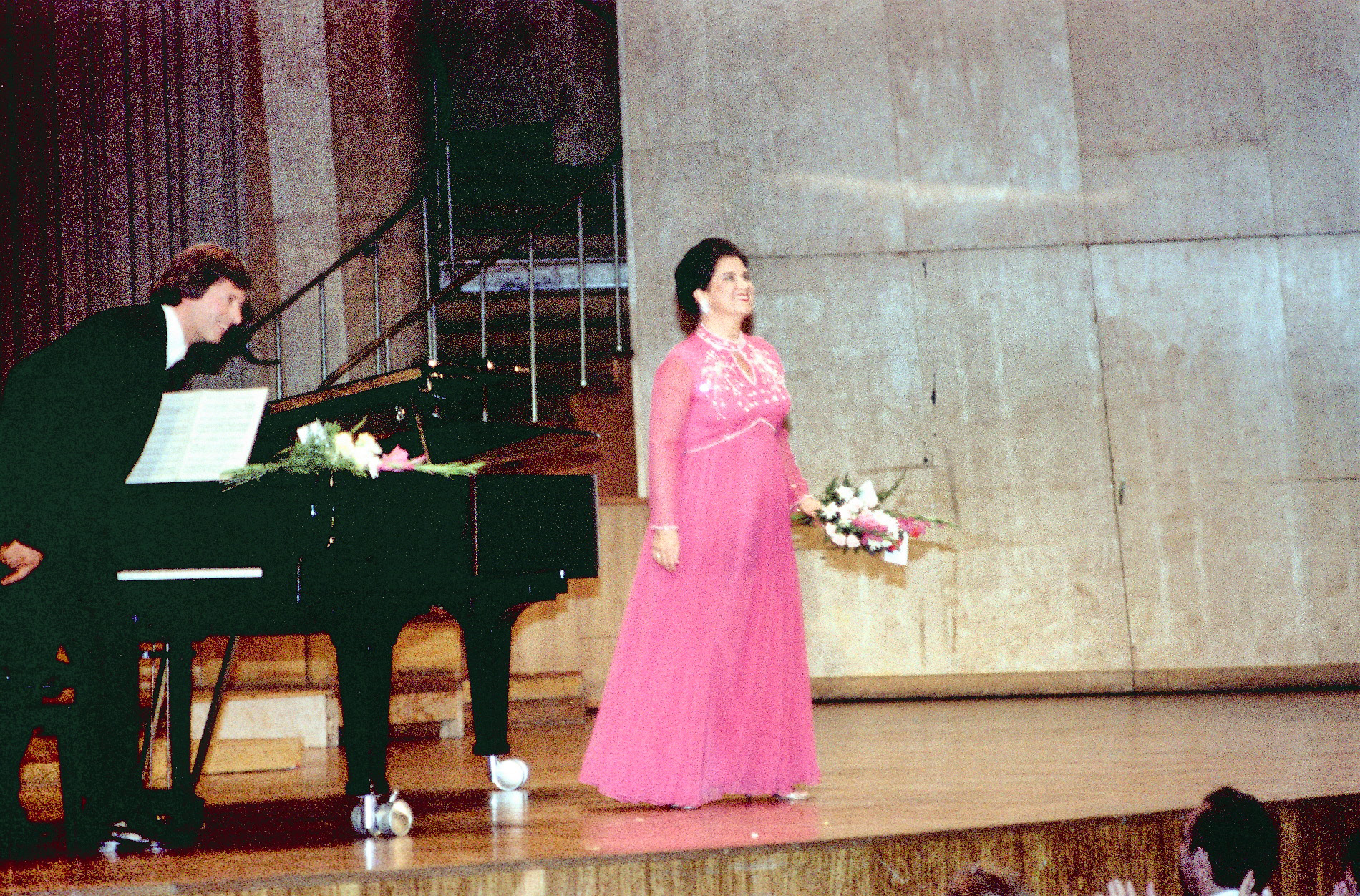
エリー・アーメリング

エリー・アーメリング（Elly Ameling, 1933年2月8日 ロッテルダム - ）は、オランダのリリック・ソプラノ。本名エリザベート・サラ・アーメリング（Elisabeth Sara Ameling）。オペラにも出演したが、主にリート歌手として国際的な演奏活動を続けた。1996年に引退。
可憐そのものというよりほかない、ヴィブラートの少ない透明な声質により、幅広い聴衆を獲得した。レパートリーは幅広く、モーツァルトやシューベルトのようなドイツ・リートだけでなく、フランスのメロディや、ガーシュウィンやバーバーの英語歌曲のほか、山田耕筰や中田喜直などの日本語歌曲までを原語で歌った。世俗歌曲のほかに、宗教曲でも演奏や録音を残している。
カークビーの先駆者と言いうる声の特徴から、明らかに古楽むきであり、コレギウム・アウレウムやイェルク・デムスなど、戦後の草創期の古楽器団体と共演して、バッハのカンタータやモーツァルトおよびシューマンのリートを録音した。
ヘルムート・ヴィンシャーマン指揮のドイツ・バッハ・ゾリステンとバッハのカンタータで度々共演し、日本にも共に来日しCDも残している。日本映画「華の乱」の主題歌「水の上で歌う」を歌っている。
現在は演奏活動から離れたものの、世界各地でマスタークラスを主宰、2005年秋に京都でゲーテ・インスティトゥートの支援により公開講座を行なった。